# Quintana Roo (staat)
Quintana Roo is een van de 31 staten van Mexico en ligt geheel op het schiereiland Yucatán. De staat grenst in het noorden en het westen aan de Mexicaanse staten Yucatán en Campeche en in het zuiden aan de landen Guatemala en Belize. Ten oosten van de staat ligt de Caraïbische Zee. Quintana Roo heeft een oppervlakte van 50.350 km² en 1.857.985  inwoners (2020).
De hoofdstad van Quintana Roo is Chetumal, maar de bekendste plaatsen zijn waarschijnlijk de badplaatsen Cancún en Playa del Carmen. Ook het eiland Cozumel hoort bij Quintana Roo. Bovendien bevinden zich een groot aantal ruïnesteden van de Maya's, zoals Cobá, Kohunlich en Tulum zich in Quintana Roo. Ook het natuurreservaat Sian Ka'an valt onder Quintana Roo.
In de negentiende eeuw woedde de Kastenoorlog in Quintana Roo. Het werd definitief onder Mexicaans bestuur gebracht door Porfirio Díaz in 1902. Quintana Roo was afwisselend een territorium of deel van de staat Yucatán. Op 8 oktober 1974 werd Quintana Roo een staat binnen de Verenigde Mexicaanse Staten; het is daarmee de jongste staat. De staat is genoemd naar Andrés Quintana Roo.

## Gemeenten
Quintana Roo bestaat uit elf gemeenten, zie lijst van gemeenten van Quintana Roo.
Bacalar · Benito Juárez · Cozumel · Felipe Carrillo Puerto · Isla Mujeres · José María Morelos · Lázaro Cárdenas · Othón P. Blanco · Puerto Morelos · Solidaridad · Tulum
Aguascalientes · Baja California · Baja California Sur · Campeche · Chiapas · Chihuahua · Coahuila · Colima · Durango · Guanajuato · Guerrero · Hidalgo · Jalisco · Mexico · Michoacán · Morelos · Nayarit · Nuevo León · Oaxaca · Puebla · Querétaro · Quintana Roo · San Luis Potosí · Sinaloa · Sonora · Tabasco · Tamaulipas · Tlaxcala · Veracruz · Yucatán · Zacatecas
Mexico-Stad